# Dani Miquel i Antich
Dani Miquel i Antich (L'Alcúdia, 1967) és un dolçainer, compositor i cantautor valencià. Toca diversos instruments tradicionals, com la viola de roda i la dolçaina, essent professor de dolçaina pel conservatori José Iturbi de València. Per a alguns es tracta d'un músic ben poc etiquetable. Ha format part dels grups de folk valencians Sonadors de la Guaita i Aljub, i actualment fa carrera en solitari com al Cantacançons. Va formar part de Rodamons i fruit de l'experiència per fires medievals van formar un grup anomenat Trencaclosques dedicat a traure de l'oblit cançons i romanços i fer-ne de nous. També ha compost música per als espectacles: l'Alcúdia 1252 (CD), Artefactes (AlbenaTeatre) i l'Ombú i CRU (250 aniversari del Jardí Botànic de València). És autor del llibre Tio Pep se'n va a Muro.

## Discografia i llibres
- Confluència (2001). Amb Rodamons Teatre.
- L'Alcúdia 1252 (2002). Composta per a l'espectacle de celebració dels 750 anys de la Carta Pobla de L'Alcúdia.
- Guaita i balla (2003). És un recull de cançons tradicionals del grup de folk valencià Sonadors de la Guaita.
- Un camí d'històries (2004) Amb Rodamons Teatre.
- Triquilisò (2007). CD de melodies compostes per a diferents espectacles i emprant tot tipus d'instruments.[7]
- La granota i el grill. Conte infantil amb il·lustracions de Mariapi Miquel.
- Cançons de l'oratge. D'Edicions del Bullent.[8]
- El Tio Pep. D'Edicions del Bullent.[9]
- Peus. Música per a l'espectacle teatral d'Engrata Teatre
- El museu del temps. Música per a l'espectacle teatral d'Albena.[10]
- Artefactes. Música per a l'espectacle teatral d'Albena.
- Calcetins perduts. Música per a l'espectacle de l'Horta teatre.
- Musiqueries (2009). Llibre-disc que recull cançons, jocs i propostes creatives amb la singularitat de tindre l'arrel clavada a la terra i la tradició.[11][12]
- Més Musiqueries (2012), recull de nou cançons, jocs i propostes creatives amb la peculiaritat de tindre l'arrel a la nostra cultura.[13][14]
- De por (2018), recull de cançons associades a aquest sentiment.